# Jugendherberge Worpswede

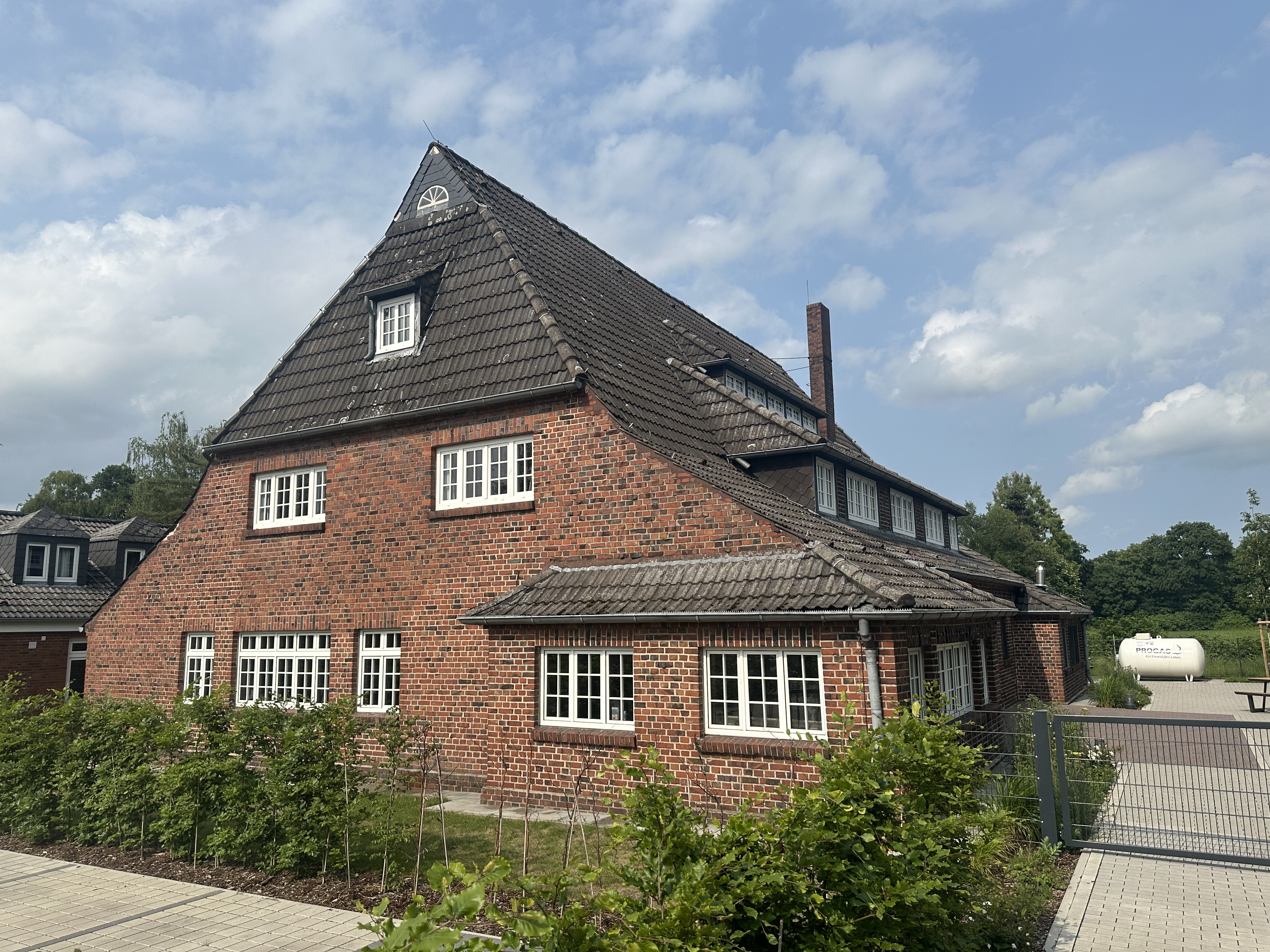
Denkmalgeschützter Altbau (2025)

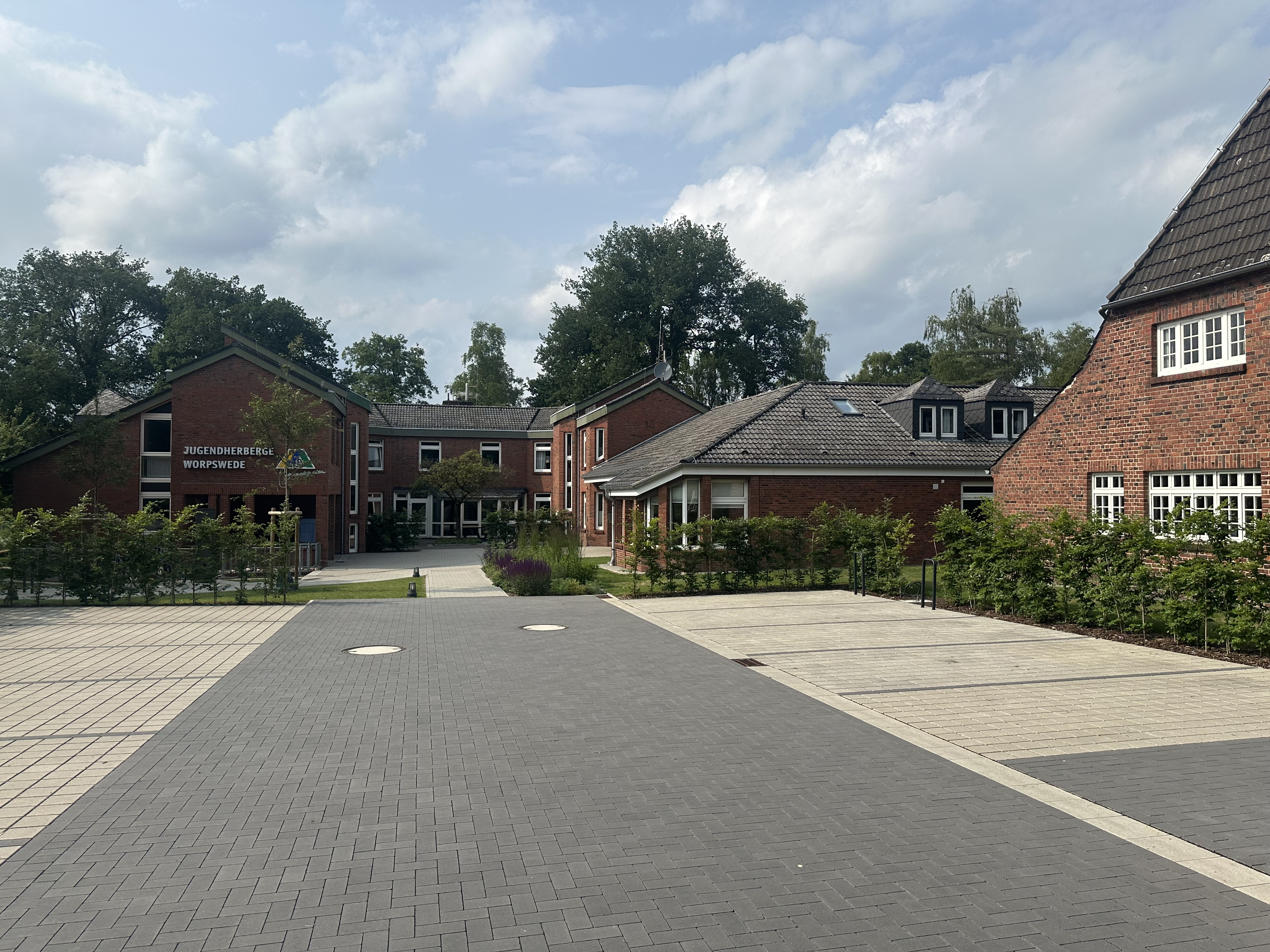
Neubau (2025)

Die Jugendherberge Worpswede, Hammeweg 2, am westlichen Ortsrand am Weyerberg in der niedersächsischen Gemeinde Worpswede, wurde im ersten Drittel des 20. Jahrhunderts gebaut.
Das Gebäude steht unter Denkmalschutz (siehe auch Liste der Baudenkmale in Worpswede).

## Geschichte und Beschreibung
Das eingeschossige giebelständige verklinkerte Gebäude mit pfannengedecktem Krüppelwalmdach wurde in den 1920er Jahren im Stil der Reformarchitektur als Jugendherberge gebaut. Eine symmetrische südliche Längsfassade mit mittigem rundbogigen Haupteingang, zwei Vorbauten an den südlichen Ecken und zwei übereinander angeordneten Bandgauben prägen die Gestaltung. Ein zweigeschossiger Neubau ergänzt die Anlage. 2024 erfolgte ein größerer Umbau des Altbaus.
Das Landesdenkmalamt befand u. a.: „… ortsgeschichtlicher, gebäudetypischer sowie anlagenbildprägender Zeugniswert … .“